# Pinelema bailongensis
Pinelema bailongensis es una especie de araña araneomorfa del género Pinelema, familia Telemidae. Fue descrita científicamente por Wang & Li en 2012.

## Distribución geográfica
Habita en China.